# Руис, Джон
Джон Руис (англ. John Ruiz, 4 января 1972, Метьюэн, Массачусетс, США) — американский боксёр-профессионал пуэрто-риканского происхождения, выступавший в супертяжелой категории. Чемпион мира в супертяжёлой (версия WBA, 2001—2003 и 2004—2005; временный титул по версии WBA, 2003) весовой категории. Чемпион Северной Америки по версии NABF (1997—1998), NABA (1998—1999). Введен в Коннектикутский зал боксерской славы. Знаменит своим однообразным стилем ведения боя — «удар-клинч, удар-клинч».

## Профессиональная карьера
Дебютировал в августе 1992 года. Начинал карьеру в 1-м тяжёлом весе. Первые поединки проводил против слабых оппонентов.

#### Бой с Сергеем Кобозевым
12 августа 1993 года состоялся бой двух непобежденных боксёров — Джона Руис и Сергея Кобозева. Бой был равным, но россиянин был агрессивнее. Раздельным решением судей победителем был объявлен Кобозев.

### 1993—1995
В 1993 году Руис перешёл в тяжёлый вес.
В мае 1994 года нокаутировал Джулиуса Фрэнсиса.
В 1994 году опять проиграл раздельным решением, на этот раз Дэниелу Николсону.
В феврале 1995 года победил по очкам непобеждённого Бориса Пауэлла (23-0).

#### Бой с Дэвидом Туа
В марте 1996 года Руис вышел на бой против самоанца Дэвида Туа. Бой продолжался всего 19 секунд. Дэвид Туа отправил своего соперника в тяжелейший нокаут — Руис лежал на полу несколько минут.

### 1996—1999

#### Бой с Тони Такером
В 1998 году встретился с Тони Такером за пояс NABF. Такер дважды побывал в нокдауне в 1 и 11 раундах. Несмотря на большие проблемы Руиса в 6 раунде, Такер проиграл в 11-м раунде.

#### Трилогия с Эвандером Холифилдом
В августе 2000 года состоялся бой за вакантный титул WBA в тяжелом весе между Джоном Руисом и Эвандером Холифилдом. Бой проходил в средней и ближней дистанции. Никто из боксёров не имел преимущества. По итогам 12-ти раундов судьи близким решением объявили победителем Холифилда, который стал 4-кратным чемпионом мира в тяжёлом весе. В послематчевом интервью телеканалу Showtime Руис заявил, что считает, что его «обокрали» судьи. Холифилд же сказал, что без проблем даст реванш противнику.
В марте 2001 года состоялся 2-й бой между Джоном Руисом и Эвандером Холифилдом. Большая часть боя была похожа на 1-й поединок. В начале 11-го раунда Руис пробил правый хук в голову противника. Холифилд рухнул на канвас. Он поднялся на счёт 6. После возобновления боя Руис ринулся его добивать. Холифилд сразу заклинчевал и несколько секунд не отпускал противника. После того, как рефери смог их разнять, Руис вновь начал атаковать. Холифилд пытался клинчевать, но не всегда это получалось. Он почти не отвечал, в то время как у претендента получались успешные серии в голову. Весь раунд Холифилд был на грани нокаута. По окончании поединка судьи единогласно объявили победителем Джона Руиса.
В декабре 2001 года Холифилд встретился с Джоном Руисом в 3-й раз. Как и две предыдущие встречи между боксёрами, продолжался все 12 раундов и не отличался особой зрелищностью. Согласно компьютерному анализу боя, 152 из 470 ударов Холифилда достигли цели (у Руиза — 141 из 411-ти). Судейство Дона О’Нила, который живёт, как и Руиз, в штате Массачусетс, вызвало самые жаркие споры после матча. Как выяснилось, судья лично знаком с чемпионом мира. О’Нил отдал последние 7 раундов Руизу, хотя было очевидно пусть и незначительное, но превосходства Эвандера Холифилда. На послематчевой пресс-конференции дело дошло чуть ли не до драки. Советник Холифилда Джим Томас возмущался: «Я отказываюсь играть в нечестные игры и не хочу притворяться, будто мы не видели, что произошло на самом деле. Все в Америке знают, кто победил — Холифилд». На что менеджер Руиза Норман Стоун ответил нецензурным выражением. Команда Руиза осталась довольной даже таким скандальным исходом боя, поскольку по правилам WBA в случае ничейного результата пояс остаётся у чемпиона мира. Правда, очередной бой с Холифилдом стоил Руизу сломанного в первом раунде носа. Но игра стоила свеч, ведь за поединок с Холифилдом Руиз получил 3,2 миллиона долларов. Бывший чемпион мира Холифилд, заработавший за карьеру более 200 миллионов долларов, в деньгах не нуждается. И согласился он провести очередной бой с Руизом не ради каких-то 2 миллионов долларов, а чтобы осуществить свою мечту — стать единственным в истории пятикратным чемпионом мира.

#### Бой с Кирком Джонсоном
В июле 2002 года состоялся бой между чемпионом мира в супертяжёлом весе по версии WBA Джоном Руисом и непобеждённым Кирком Джонсоном. В конце 1-го раунда Джонсон провёл левый апперкот в пах, и Руис, согнувшись, упал на канвас. Рефери Джо Кортес снял с канадца очко. В конце 4-го раунда Джонсон вновь провёл левый апперкот в пах, и Руис, вновь согнувшись, опустился на канвас. На этот раз рефери ограничился устным предупреждением, не став снимать очко с канадца. После возобновления поединка Руис набросился на Джонсона и, сцепившись в клинче, провёл удар головой. Рефери приостановил поединок и начал внушать им, как надо себя вести на ринге. В это время Руис вновь попытался провести удар головой. Рефери спросил Руиса, а затем Джонсона: «Ты хочешь быть дисквалифицированным?». Раунд закончился под гул недовольного зала. В середине 7-го раунда Джонсон опять левым апперкотом провёл удар в пах, и Руис вновь упал на канвас. Рефери снял с претендента очко. Руис отдыхал все положенные пять минут. В конце 9-го раунда Руис провёл левый хук в челюсть Джонсону. Тот сразу пошёл в клинч. Руис оттолкнул его. Джонсон повалился на канвас. Руис, зацепившись за него, тоже свалился на ринг. Рефери не счёл это нокдаунами. До конца раунда оставалось 20 секунд. Руис начал яростно атаковать, а Джонсон пытался спастись в клинчах. Сразу же после гонга Руис провёл правый хук по затылку, и Джонсон упал. Рефери не счёл это ни нокдауном, ни нарушением. В конце 10-го раунда Джонсон в 4-й раз провёл левый апперкот ниже пояса. На этот раз Руис не упал. Однако рефери без раздумий остановил поединок, дисквалифицировав канадца.

#### Бой с Роем Джонсом
В марте 2003 года Джон Руис проиграл бывшему средневесу Рою Джонсу.

#### Бой с Хасимом Рахманом
В декабре 2003 года состоялся бой за звание временного чемпиона в супертяжёлом весе по версии WBA между Джоном Руисом и Хасимом Рахманом. Бой был очень скучный: оба боксёра постоянно клинчевали, а рефери приходилось всё время их разнимать. Победу единогласным решением присудили Руису. Рахман не согласился с вердиктом судей, заявив в послематчевом интервью, что он переиграл противника за счёт джеба, нанёс больше ударов, и лицо Руиса выглядит от этого избитым.

### 2004—2005
После того как Рой Джонс вернулся в полутяжёлый вес, полноценный титул чемпиона мира в супертяжёлом весе по версии WBA вернули Джону Руису.

#### Бой с Фресом Окендо
Затем Руис победил Фреса Окендо.

#### Бой с Анджеем Голотой
В ноябре 2004 года Руис вышел на ринг против Анджея Голоты. На телефонной пресс-конференции Руис сказал: «Бой с Голотой вряд ли окажется очень тяжёлым. Трудно даже представить себе лучшего оппонента, чем Голота, который ломается, как только на него надавишь». Голота, также принимавший участие в пресс-конференции, на удивление спокойно отреагировал на эти заявления Руиса. «Пусть говорит, меня это не волнует», — сказал он, а также заявил, что уверен в победе и собирается нокаутировать Руиса «примерно в пятом-восьмом раунде». Его тренер Сэм Колонна также добавил, что Анджей очень хорошо проявил себя в ходе подготовки к бою, успев за время спаррингов вывести из строя двух спарринг-партнёров. Во втором раунде Джон Руис дважды побывал в нокдауне. В четвёртом раунде с него же было снято очко за удар соперника после команды «Стоп». Это был первый раз, когда Руиса оштрафовали за нарушения, хотя он уже успел провести ряд «грязных боёв». Голота выигрывал бой и превзошёл противника по числу попаданий, но победу единогласным решением судей присудили Руису, причём по мнению 3 судьи Руис выиграл 9 раундов из 12. В после-матчевом интервью Руис назвал бой с Голотой самым тяжёлым боем в своей карьере. Эта была 5 защита титула Руиса, а также 5 победа над боксёрами, входящими в десятку лучших. Решение было спорным, многие эксперты и зрители посчитали, что победил Голота.

#### Бой с Джеймсом Тони
В апреле 2005 года Руис проиграл другому бывшему средневесу Джеймсу Тони, но после положительного допинг-теста у Тони, результат был изменён на «несостоявшийся» (no contest).

### 2005—2007

#### Бой с Николаем Валуевым 1
В конце 2005 года отправился в Германию, где в близком бою уступил титул Николаю Валуеву.

#### Отборочный бой с Русланом Чагаевым
В 2006 году опять отправился в Германию, где провёл отборочный матч (eliminator) с Русланом Чагаевым.Бой проходил с небольшим преимуществом Руслана Чагаева, который в каждом раунде был немного точнее. Руис же в данном бою, отказался от своей привычной тактики, когда он старался измотать соперников в клинче, и постоянно шёл в размен ударами. Однако, по-настоящему опасных моментов ни для кого из боксеров за поединок не было. В результате исход боя решили судьи. Один судья неожиданно отдал победу Джону Руису со счетом: 115—114. Однако, двое других судей справедливо посчитали, что сильнее был Чагаев: 117—111 и 116—112.

#### Отборочный бой с Джамилем Макклайном
В марте 2007 года состоялся отборочный бой за звание чемпиона мира в тяжёлом весе по версии WBC между Джоном Руисом и Джамилем Макклайном. Руис уверенно победил по очкам. Бой был андеркартом поединков Нейт Кэмпбелл — Хуан Диас и Сэмюэл Питер — Олег Маскаев, организованных телеканалом HBO. Однако бой Руис — Макклайн телеканал HBO не транслировал.

#### Бой с Николаем Валуевым 2
В августе 2008 года состоялся 2-й бой между Джоном Руисом и Николаем Валуевым. На кону стоял вакантный титул WBA в тяжёлом весе. Бой был похож на 1-й поединок: также было много равной борьбы и клинчей. В конце 10-го раунда Валуев толкнул Руиса на пол. Тот упал. Рефери снял с россиянина за это одно очко. По окончании боя судьи раздельным решением отдали победу Николаю Валуеву. Позже выяснялось, что японский судья Такэси Симакава на самом деле отдал победу не пуэрториканцу, а россиянину.

#### Чемпионский бой с Дэвидом Хэем
Поединок начался очень активно: Руис сразу же пошёл вперед, прессингуя чемпиона, однако того это нисколько не смутило и после его комбинации левой-правой американский боксёр оказался в нокдауне. Руис сумел подняться, и Хэй тут же бросился на добивание, при этом несколько раз ударив своего соперника по затылку, за что получил предупреждение от рефери. После тяжелого первого раунда, Руис не перестал атаковать и работать первым номером, но большого успеха эта тактика ему не приносила, так как Хэй достаточно успешно контратаковал, используя своё преимущество в скорости и ударной мощи.
В самом конце пятого раунда Хэй нанес удар справа, после которого Руис опустился на колено и ему был отсчитан нокдаун. В начале шестой трёхминутки ситуация повторилась, и рефери снова открывал счет. Тем не менее Руис продолжал идти вперед, пытаясь навязать своему оппоненту бой на более удобной для себя дистанции, что у него, впрочем, не получалось, и Хэю раз за разом удавалось настигать его своими ударами. В следующих раундах преимущество британца становилось все более заметным и в девятом отрезке времени, после очередной успешной атаки Хэя, секунданты Руиса выбросили полотенце, отказавшись от продолжения боя

### Результаты боёв
В таблице перечислены результаты всех поединков боксёров.
В каждой строке указан результат поединка. Дополнительно номер поединка обозначен цветом, который обозначает итог поединка. Расшифровка обозначений и цветов представлена в нижеследующей таблице.
| Пример | Расшифровка                     |
| ------ | ------------------------------- |
|        | Победа                          |
|        | Ничья                           |
|        | Поражение                       |
|        | Планируемый поединок            |
|        | Поединок признан несостоявшимся |
| КО     | Нокаут                          |
| ТКО    | Технический нокаут              |
| PTS    | Решение судей (по очкам)        |
| UD     | Единогласное решение судей      |
| MD     | Решение большинства судей       |
| SD     | Раздельное решение судей        |
| RTD    | Отказ от продолжения боя        |
| DQ     | Дисквалификация                 |
| NC     | Поединок признан несостоявшимся |

| Бой | Рекорд         | Весовая категория | Дата             | Возраст                      | Соперник                      | Возраст соперника           | Место боя                                                              | Результат       | Данные о бое |
| --- | -------------- | ----------------- | ---------------- | ---------------------------- | ----------------------------- | --------------------------- | ---------------------------------------------------------------------- | --------------- | --- |
| 55  | 44(30)-9-1,1NC | Тяжёлая           | 3 апреля 2010    | 38 лет 2 месяца и 30 дней    | Дэвид Хэй (44-8-1)            | 29 лет 5 месяцев и 21 день  | M.E.N. Arena, Манчестер, Ланкашир, Великобритания                      | TKO9 (12) 2:01  | Руис 2 раза в нокдауне в 1 раунде. Руис в нокдауне в 5 раунде. Руис в нокдауне в 6 раунде. С Хэя снято очко в 1 раунде за удары по затылку. Бой за титул чемпиона мира по версии WBA, 1-я защита Хэя. |
| 54  | 44(30)-8-1,1NC | Тяжёлая           | 7 ноября 2009    | 37 лет 10 месяцев и 3 дня    | Аднан Серин (19-10-1)         | 30 лет 6 месяцев и 23 дня   | Arena Nurnberger Versicherung, Нюрнберг, Бавария, Германия             | TKO7 (10) 1:34  | Угол Серина выбросил полотенце. |
| 53  | 43(29)-8-1,1NC | Тяжёлая           | 30 августа 2008  | 36 лет 6 месяцев и 26 дней   | Николай Валуев (2) (48-1)     | 35 лет и 9 дней             | Max Schmeling Halle, Prenzlauer Berg, Берлин, Германия                 | UD12 (12)       | 111-116 113-116 113-114.Бой за вакантный титул чемпиона мира по версии WBA. |
| 52  | 43(29)-7-1,1NC | Тяжёлая           | 8 марта 2008     | 36 лет 2 месяца и 4 дня      | Джамиль Макклайн (38-8-3)     | 37 лет 9 месяцев и 16 дней  | Plaza de Toros, Канкун, Кинтана-Роо, Мексика                           | UD12 (12)       | 117-111 118-110 119-109.Отборочный бой по версии WBC. |
| 51  | 42(29)-7-1,1NC | Тяжёлая           | 13 октября 2007  | 35 лет 9 месяцев и 9 дней    | Отис Тисдейл (25-18-1)        | 38 лет 6 месяцев и 7 дней   | Sears Centre, Хофмен-Эстейтс, Иллинойс, США                            | TKO2 (10) 0:45  | |
| 50  | 41(28)-7-1,1NC | Тяжёлая           | 18 ноября 2006   | 34 года 10 месяцев и 14 дней | Руслан Чагаев (21-0-1)        | 28 лет и 30 дней            | Burg-Waechter Castello, Дюссельдорф, Северный Рейн-Вестфалия, Германия | SD12 (12)       | 111-117 115-114 112-116.Отборочный бой по версии WBA. |
| 49  | 41(28)-6-1,1NC | Тяжёлая           | 17 декабря 2005  | 33 года 11 месяцев и 13 дней | Николай Валуев (42-0)         | 32 года 3 месяца и 26 дней  | Max Schmeling Halle, Prenzlauer Berg, Берлин, Германия                 | MD12 (12)       | 114-116 114-114 113-116.Потерял титул чемпиона мира по версии WBA, 4-я защита Руиса. |
| 48  | 41(28)-5-1,1NC | Тяжёлая           | 30 апреля 2005   | 33 года 3 месяца и 16 дней   | Джеймс Тони (68-4-2)          | 36 лет 8 месяцев и 6 дней   | Madison Square Garden, Нью-Йорк, Нью-Йорк, США                         | ND12 (12)       | Руис в нокдауне в 7 раунде. 111-116 111-116 112-115.Потерял титул чемпиона мира по версии WBA, 3-я защита Руиса. Бой за титул чемпиона мира по версии IBA, 1-я защита Тони. Поединок признан несостоявшимся, так как допинг тест Тони показал положительный результат. Руис восстановлен в статусе чемпиона. |
| 47  | 41(28)-5-1     | Тяжёлая           | 13 ноября 2004   | 32 года 10 месяцев и 9 дней  | Анджей Голота (38-4-1)        | 36 лет 10 месяцев и 8 дней  | Madison Square Garden, Нью-Йорк, Нью-Йорк, США                         | UD12 (12)       | Руис в нокдауне 2 раза. 114-111 113-112 114-111.Защитил титул чемпиона мира по версии WBA, 2-я защита Руиса. |
| 46  | 40(28)-5-1     | Тяжёлая           | 17 апреля 2004   | 32 года 3 месяца и 13 дней   | Фрес Окендо (24-2)            | 31 год и 17 дней            | Madison Square Garden, Нью-Йорк, Нью-Йорк, США                         | TKO11 (12) 2:33 | Защитил титул чемпиона мира по версии WBA, 1-я защита Руиса. |
| 45  | 39(27)-5-1     | Тяжёлая           | 13 декабря 2003  | 31 год 11 месяцев и 9 дней   | Хасим Рахман (35-4-1)         | 31 год 1 месяц и 6 дней     | Boardwalk Hall, Атлантик-Сити, Нью-Джерси, США                         | UD12 (12)       | 118-110 115-114 116-112. Завоевал титул временного чемпиона мира по версии WBA. |
| 44  | 38(27)-5-1     | Тяжёлая           | 1 марта 2003     | 31 год 1 месяц и 25 дней     | Рой Джонс (47-1)              | 34 года 1 месяц и 13 дней   | Thomas & Mack Center, Лас-Вегас, Невада, США                           | UD12 (12)       | 112-116 110-118 111-117. Потерял титул чемпиона мира по версии WBA, 3-я защита Руиса. |
| 43  | 38(27)-4-1     | Тяжёлая           | 27 июля 2002     | 30 лет 6 месяцев и 23 дня    | Кирк Джонсон (32-0-1)         | 30 лет и 28 дней            | Mandalay Bay Resort & Casino, Лас-Вегас, Невада, США                   | DQ10 (12) 2:17  | Защитил титул чемпиона мира по версии WBA, 2-я защита Руиса. |
| 42  | 37(27)-4-1     | Тяжёлая           | 15 декабря 2001  | 29 лет 11 месяцев и 11 дней  | Эвандер Холифилд (3) (37-5-1) | 39 лет 1 месяц и 26 дней    | Foxwoods Resort, Машантакет, Коннектикут, США                          | SD12 (12)       | 115-113 112-116 114-114. Защитил титул чемпиона мира по версии WBA, 1-я защита Руиса. |
| 41  | 37(27)-4       | Тяжёлая           | 3 марта 2001     | 29 лет 1 месяц и 27 дней     | Эвандер Холифилд (2) (37-4-1) | 38 лет 4 месяца и 12 дней   | Mandalay Bay Resort & Casino, Лас-Вегас, Невада, США                   | UD12 (12)       | 116-110 115-111 114-111. Завоевал титул чемпиона мира по версии WBA, 1-я защита Холифилда. |
| 40  | 36(27)-4       | Тяжёлая           | 12 августа 2000  | 28 лет 7 месяцев и 8 дней    | Эвандер Холифилд (36-4-1)     | 37 лет 10 месяцев и 24 дня  | Paris Las Vegas, Лас-Вегас, Невада, США                                | UD12 (12)       | 113-114 113-114 112-116. Бой за вакантный титул чемпиона мира по версии WBA. |
| 39  | 36(27)-3       | Тяжёлая           | 11 декабря 1999  | 27 лет 11 месяцев и 7 дней   | Томас Уильямс (25-6)          | 29 лет 5 месяцев и 11 дней  | Grand Casino, Тьюника, Миссисипи, США                                  | TKO2 (12) 0:50  | Защитил титул чемпиона Северной Америки по версии WBA, 3-я защита Руиса. |
| 38  | 35(26)-3       | Тяжёлая           | 12 июня 1999     | 27 лет 5 месяцев и 8 дней    | Фернели Фелиз (16-1)          | 28 лет 10 месяцев и 28 дней | Shriner’s Auditorium, Уилмингтон, Массачусетс, США                     | TKO7 (12) 3:00  | Защитил титул чемпиона Северной Америки по версии WBA, 2-я защита Руиса. |
| 37  | 34(25)-3       | Тяжёлая           | 13 марта 1999    | 27 лет 2 месяца и 9 дней     | Марио Каули (21-1)            | 28 лет 5 месяцев и 5 дней   | Madison Square Garden, Нью-Йорк, Нью-Йорк, США                         | TKO4 (12) 1:09  | Защитил титул чемпиона Северной Америки по версии WBA, 1-я защита Руиса. |
| 36  | 33(24)-3       | Тяжёлая           | 19 сентября 1998 | 26 лет 8 месяцев и 15 дней   | Джерри Бэллард (19-1-1)       | 29 лет 7 месяцев и 22 дня   | Georgia Dome, Атланта, Джорджия, США                                   | TKO4 (12) 2:17  | Защитил титул чемпиона Северной Америки по версии NABF, 3-я защита Руиса. Завоевал вакантный титул чемпиона Северной Америки по версии WBA. |
| 35  | 32(23)-3       | Тяжёлая           | 31 января 1998   | 26 лет и 27 дней             | Тони Таккер (56-6)            | 39 лет 1 месяц и 4 дня      | Ice Palace, Тампа, Флорида, США                                        | TKO11 (12) 0:58 | Защитил титул чемпиона Северной Америки по версии NABF, 2-я защита Руиса. |
| 34  | 31(22)-3       | Тяжёлая           | 17 июня 1997     | 25 лет 5 месяцев и 13 дней   | Рэй Анис (24-3)               | 30 лет 10 месяцев и 3 дня   | Casino Magic, Бей-Сент-Луис, Миссисипи, США                            | TKO1 (12) 0:22  | Защитил титул чемпиона Северной Америки по версии NABF, 1-я защита Руиса. |
| 33  | 30(21)-3       | Тяжёлая           | 14 января 1997   | 25 лет и 10 дней             | Джимми Тундер (31-6)          | 30 лет 11 месяцев и 11 дней | Hale Arena, Канзас-Сити, Миссури, США                                  | SD12 (12)       | 115-112 116-111 112-115.Завоевал вакантный титул чемпиона Северной Америки по версии NABF. |
| 32  | 29(21)-3       | Тяжёлая           | 26 ноября 1996   | 24 года 10 месяцев и 22 дня  | Юрий Елистратов (10-3)        | 32 года 5 месяцев и 15 дней | York Hall, Бетнал-Грин, Лондон, Великобритания                         | TKO3            | |
| 31  | 28(20)-3       | Тяжёлая           | 25 октября 1996  | 24 года 9 месяцев и 21 день  | Натаниэль Фитч (12-15)        | 37 лет 11 месяцев и 24 дня  | The Roxy, Бостон, Массачусетс, США                                     | TKO3 (6)        | |
| 30  | 27(19)-3       | Тяжёлая           | 18 июля 1996     | 24 года 6 месяцев и 14 дней  | Грэг Пикром (9-1-1)           | 36 лет 1 месяц и 27 дней    | The Roxy, Бостон, Массачусетс, США                                     | TKO1 (10)       | |
| 29  | 26(18)-3       | Тяжёлая           | 6 июня 1996      | 24 года 5 месяцев и 2 дня    | Доуг Дэвис (7-17-1)           | 31 год 10 месяцев и 19 дней | The Roxy, Бостон, Массачусетс, США                                     | TKO6 (10)       | |
| 28  | 25(17)-3       | Тяжёлая           | 15 марта 1996    | 24 года 2 месяца и 11 дней   | Дэвид Туа (22-0)              | 23 года 3 месяца и 23 дня   | Convention Center, Атлантик-Сити, Нью-Джерси, США                      | KO1 (12) 0:19   | Потерял титул интернационального чемпиона по версии WBC,1-я защита Руиса. |
| 27  | 25(17)-2       | Тяжёлая           | 7 октября 1995   | 23 года 9 месяцев и 3 дня    | Стив Пеннелл (18-2)           | 28 лет 8 месяцев и 5 дней   | Convention Center, Атлантик-Сити, Нью-Джерси, США                      | TKO4 (10) 1:28  | |
| 26  | 24(16)-2       | Тяжёлая           | 24 августа 1995  | 23 года 7 месяцев и 21 день  | Вилли Джексон (10-3)          | 26 лет 5 месяцев и 27 дней  | Сомервилл, Массачусетс, США                                            | KO1 (10)        | |
| 25  | 23(15)-2       | Тяжёлая           | 16 июня 1995     | 23 года 5 месяцев и 12 дней  | Деррик Родди (15-4)           | 28 лет и 5 дней             | Elephant & Castle Centre, Саутуарк, Лондон, Великобритания             | KO2 (12) 2:56   | Завоевал вакантный титул интернационального чемпиона по версии WBC. |
| 24  | 22(14)-2       | Тяжёлая           | 17 мая 1995      | 23 года 4 месяца и 13 дней   | Майкл Мюррей (12-7)           | 29 лет 8 месяцев и 14 дней  | Ипсуич, Суффолк, Великобритания                                        | TKO4 (10)       | |
| 23  | 21(13)-2       | Тяжёлая           | 30 марта 1995    | 23 года 2 месяца и 26 дней   | Джек Баштинг (21-10)          | 38 лет 6 месяцев и 28 дней  | York Hall, Бетнал-Грин, Лондон, Великобритания                         | TKO1 (8)        | |
| 22  | 20(12)-2       | Тяжёлая           | 4 февраля 1995   | 23 года и 1 месяц            | Борис Поуэлл (23-0)           | 30 лет 1 месяц и 16 дней    | Silver Nugget, Северный Лас-Вегас, США                                 | UD10 (10)       | 97-93 98-92 98-92. |
| 21  | 19(12)-2       | Тяжёлая           | 1 октября 1994   | 22 года 8 месяцев и 27 дней  | Рик Салливан (3-3)            | 30 лет 9 месяцев и 3 дня    | The Roxy, Бостон, Массачусетс, США                                     | KO2             | |
| 20  | 18(11)-2       | Тяжёлая           | 4 августа 1994   | 22 года и 7 месяцев          | Даниэль Николсон (15-1)       | 26 лет 8 месяцев и 20 дней  | Foxwoods Resort, Машантакет, Коннектикут, США                          | SD12 (12)       | 110-118 113-115 115-113. Бой за вакантный титул чемпиона мира по версии IBO. |
| 19  | 18(11)-1       | Тяжёлая           | 25 июня 1994     | 22 года 5 месяцев и 21 день  | Мухаммед Аскаи (0-7)          | 34 года 1 месяц и 13 дней   | Ревир, Массачусетс, США                                                | TKO2            | |
| 18  | 17(10)-1       | Тяжёлая           | 25 мая 1994      | 22 года 4 месяца и 21 день   | Джулиус Фрэнсис (6-0)         | 29 лет 5 месяцев и 17 дней  | Colston Hall, Бристоль, Эйвон, Великобритания                          | KO4 (8) 2:38    | |
| 17  | 16(9)-1        | Тяжёлая           | 27 ноября 1993   | 21 год 10 месяцев и 23 дня   | Карл Уильямс (14-14)          | 23 года 11 месяцев и 3 дня  | Masonic Auditorium, Кливленд, Огайо, США                               | PTS6 (6)        | |
| 16  | 15(9)-1        | Тяжёлая           | 3 ноября 1993    | 21 год 9 месяцев и 30 дней   | Кордуэлл Хилтон (26-34-2)     | 35 лет 1 месяц и 14 дней    | Whitchurch Sports Centre, Бристоль, Эйвон, Великобритания              | PTS6 (6)        | |
| 15  | 14(9)-1        | Первая тяжёлая    | 12 августа 1993  | 21 год 7 месяцев и 8 дней    | Сергей Кобозев (14-0-1)       | 29 лет и 23 дня             | Casino Magic, Бей-Сент-Луис, Миссисипи, США                            | SD10 (10)       | 94-98 97-95 94-96. |
| 14  | 14(9)-0        | Тяжёлая           | 25 июня 1993     | 21 год 5 месяцев и 21 день   | Экзум Спейт (5-7-1)           | 29 лет 10 месяцев и 24 дня  | Chelsea A.C., Челси, Массачусетс, США                                  | UD8 (8)         | Спейт 2 раза в нокдауне во 2 раунде. |
| 13  | 13(9)-0        | Тяжёлая           | 30 апреля 1993   | 21 год 3 месяца и 26 дней    | Джордж Чемберс (дебют)        |                             | Chelsea A.C., Челси, Массачусетс, США                                  | KO1             | |
| 12  | 12(8)-0        | Первая тяжёлая    | 16 апреля 1993   | 21 год 3 месяца и 12 дней    | Марк Соньер (3-2)             | 28 лет 1 месяц и 22 дня     | Cyclorama Building, Бостон, Массачусетс, США                           | TKO1            | |
| 11  | 11(7)-0        | Тяжёлая           | 3 апреля 1993    | 21 год 2 месяца и 30 дней    | Хуан Кинтана (6-25-2)         | 35 лет 11 месяцев и 23 дня  | Сомервилл, Массачусетс, США                                            | PTS6 (6)        | |
| 10  | 10(7)-0        |                   | 20 марта 1993    | 21 год 2 месяца и 16 дней    | Лоренцо Пул (0-3)             | 25 лет 10 месяцев и 27 дней | Ревир, Массачусетс, США                                                | KO1             | |
| 9   | 9(6)-0         | Тяжёлая           | 5 марта 1993     | 21 год 2 месяца и 1 день     | Деррик Джонс (дебют)          |                             | Бостон, Массачусетс, США                                               | TKO1            | |
| 8   | 8(5)-0         |                   | 20 февраля 1993  | 21 год 1 месяц и 16 дней     | Фил Принс (1-5)               |                             | Бостон, Массачусетс, США                                               | KO1             | |
| 7   | 7(4)-0         | Тяжёлая           | 30 января 1993   | 21 год и 26 дней             | Мигель Роса (4-20)            | 34 года 6 месяцев и 18 дней | National Guard Armory, Челси, Массачусетс, США                         | TKO2            | |
| 6   | 6(3)-0         | Тяжёлая           | 16 января 1993   | 21 год и 12 дней             | Джон Бэзил Джексон (2) (0-9)  | 28 лет 2 месяца и 29 дней   | Белмонт, Нью-Гэмпшир, США                                              | PTS6 (6)        | |
| 5   | 5(3)-0         | Тяжёлая           | 10 декабря 1992  | 20 лет 11 месяцев и 6 дней   | Хесус Рохена (1-6)            |                             | Teachers Union Hall, Бостон, США                                       | TKO1            | |
| 4   | 4(2)-0         |                   | 13 ноября 1992   | 20 лет 10 месяцев и 9 дней   | Джон Бэзил Джексон (0-8)      | 28 лет и 26 дней            | Ревир, Массачусетс, США                                                | PTS6 (6)        | |
| 3   | 3(2)-0         | Тяжёлая           | 3 ноября 1992    | 20 лет 9 месяцев и 30 дней   | Барри Киртон (5-4)            |                             | Foxwoods Resort, Машантакет, Коннектикут, США                          | TKO2 (4)        | |
| 2   | 2(1)-0         | Тяжёлая           | 12 сентября 1992 | 20 лет 8 месяцев и 8 дней    | Майк Вассер (дебют)           |                             | Wonderland Race Track, Ревир, Массачусетс, США                         | KO1             | |
| 1   | 1(0)-0         | Первая тяжёлая    | 20 августа 1992  | 20 лет 7 месяцев и 16 дней   | Кевин Паркер (2-0-1)          | 32 года и 3 месяца          | Taj Majal Hotel & Casino, Атлантик-Сити, США                           | UD4 (4)         | |
| Бой | Рекорд         | Весовая категория | Дата             | Возраст                      | Соперник                      | Возраст соперника           | Место боя                                                              | Результат       | Данные о бое |